# Photuris bethaniensis
Photuris bethaniensis är en skalbaggsart som beskrevs av Mcdermot 1953. Photuris bethaniensis ingår i släktet Photuris och familjen lysmaskar. Inga underarter finns listade i Catalogue of Life.